# Aktiengesellschaft

Aktiengesellschaft (изг.  | акцијенгезелшафт; скраћено AG, изг.  | а-ге) немачка је реч за корпорацију ограничену власништвом деоница (тј. такву која је у власништву својих акционара) којима може да се тргује на берзи. Термин се користи у Немачкој, Аустрији и Швајцарској, те Јужном Тиролу за компаније инкорпорисане тамо. Такође се користи у Луксембургу (као Aktiëgesellschaft), с тим да је еквивалент Société Anonyme нешто чешћи. Еквивалент у Уједињеном Краљевству и Сједињеним Државама је инкорпорација односно ограничена компанија.